# 烏伊茲德齊 (姆利尼夫區)
50°39′25″N 25°40′40″E / 50.65694°N 25.67778°E
烏伊茲德齊（烏克蘭語：Уїздці）是位於烏克蘭西北部里夫內州裏杜布諾區的村莊，始建於1545年，面積9.07平方公里，海拔高度237米，2001年人口583，人口密度每平方公里64.3人。